# Operatore momento angolare
L'operatore momento angolare (detto anche momento angolare orbitale) è l'analogo quantistico del momento angolare della meccanica classica, ovvero il momento della quantità di moto. Esso è il generatore delle rotazioni nello spazio. È indicato genericamente con la lettera L in quanto quest'ultima è rappresentata in maiuscolo con un angolo retto.

## Definizione
Il momento angolare è il momento della quantità di moto. Esso è pertanto definito come:
{\displaystyle \mathbf {L} =\mathbf {r} \times \mathbf {p} }
dove {\displaystyle \times } è il prodotto vettoriale. Classicamente ha componenti cartesiane:
{\displaystyle {\begin{cases}L_{x}=yp_{z}-zp_{y}\\L_{y}=zp_{x}-xp_{z}\\L_{z}=xp_{y}-yp_{x}\end{cases}}}
In meccanica quantistica il momento angolare è rappresentato dall'operatore dato da:
{\displaystyle L_{x}=-i\hbar \left(y{\partial  \over \partial z}-z{\partial  \over \partial y}\right)}
{\displaystyle L_{y}=-i\hbar \left(z{\partial  \over \partial x}-x{\partial  \over \partial z}\right)}
{\displaystyle L_{z}=-i\hbar \left(x{\partial  \over \partial y}-y{\partial  \over \partial x}\right)}
ovvero la riscrittura delle componenti cartesiane classiche mediante l'operatore impulso:
{\displaystyle \mathbf {p} =-i\hbar \nabla }
scritto nella base delle coordinate.

## Le rotazioni
In meccanica classica una rotazione di un angolo {\displaystyle \alpha }, intorno ad un asse (per esempio {\displaystyle z}) è descritta da una matrice ortogonale:
{\displaystyle R_{z}(\alpha )={\begin{pmatrix}\cos \alpha &-\sin \alpha &0\\\sin \alpha &\cos \alpha &0\\0&0&1\end{pmatrix}}}
analogamente per gli altri assi. In generale una rotazione nello spazio è descritta dalla composizione di tre singole rotazioni sugli assi:
{\displaystyle R_{xyz}(\alpha ,\beta ,\gamma )={\begin{pmatrix}\cos \alpha \cos \beta \cos \gamma -\sin \alpha \sin \gamma &\sin \alpha \cos \beta \cos \gamma +\cos \alpha \sin \gamma &-\sin \beta \cos \gamma \\-\cos \alpha \cos \beta \sin \gamma &-\sin \alpha \cos \beta \sin \gamma +\cos \alpha \cos \gamma &\sin \beta \sin \gamma \\\cos \alpha \sin \beta &\sin \alpha \sin \beta &\cos \beta \end{pmatrix}}}
La matrice {\displaystyle R_{xyz}(\alpha ,\beta ,\gamma )} è una matrice reale e ortogonale speciale, cioè
{\displaystyle R=R^{*}\quad ;\quad R^{T}=R^{-1}\quad ;\quad \det R=1}.

### Le rotazioni infinitesime
Consideriamo rotazioni infinitesime di un angolo {\displaystyle \varepsilon } su ognuno dei tre assi:
{\displaystyle R_{z}(\varepsilon )={\begin{pmatrix}1-{\frac {\varepsilon ^{2}}{2}}&-\varepsilon &0\\\varepsilon &1-{\frac {\varepsilon ^{2}}{2}}&0\\0&0&1\end{pmatrix}}}
{\displaystyle R_{x}(\varepsilon )={\begin{pmatrix}1&0&0\\0&1-{\frac {\varepsilon ^{2}}{2}}&-\varepsilon \\0&\varepsilon &1-{\frac {\varepsilon ^{2}}{2}}\end{pmatrix}}}
{\displaystyle R_{y}(\varepsilon )={\begin{pmatrix}1-{\frac {\varepsilon ^{2}}{2}}&0&-\varepsilon \\0&1&0\\\varepsilon &0&1-{\frac {\varepsilon ^{2}}{2}}\end{pmatrix}}}
per angoli infinitesimi cioè abbiamo sviluppato in serie di potenze. Ora componiamo le rotazioni {\displaystyle x,\,y}:
{\displaystyle R_{x}(\varepsilon )\cdot R_{y}(\varepsilon )={\begin{pmatrix}1-{\frac {\varepsilon ^{2}}{2}}&0&-\varepsilon \\-\varepsilon ^{2}&1-{\frac {\varepsilon ^{2}}{2}}&-\varepsilon \\\varepsilon &\varepsilon &1-\varepsilon ^{2}\end{pmatrix}}}
e
{\displaystyle R_{y}(\varepsilon )\cdot R_{x}(\varepsilon )={\begin{pmatrix}1-{\frac {\varepsilon ^{2}}{2}}&-\varepsilon ^{2}&-\varepsilon \\0&1-{\frac {\varepsilon ^{2}}{2}}&-\varepsilon \\\varepsilon &\varepsilon &1-\varepsilon ^{2}\end{pmatrix}}}
Vediamo il commutatore di queste due quantità:
{\displaystyle R_{y}(\varepsilon )\cdot R_{x}(\varepsilon )-R_{x}(\varepsilon )\cdot R_{y}(\varepsilon )={\begin{pmatrix}0&-\varepsilon ^{2}&0\\\varepsilon ^{2}&0&0\\0&0&0\end{pmatrix}}=R_{z}(\varepsilon ^{2})-{\hat {I}}}
Ebbene le componenti dei momenti angolari su assi diversi non commutano.

## Il momento angolare come generatore delle rotazioni nello spazio
Se {\displaystyle {\hat {R}}_{z}(\alpha )} è l'operatore di rotazione intorno all'asse {\displaystyle z} e lo applichiamo ad una funzione d'onda {\displaystyle \psi (x,y,z)} otteniamo:
{\displaystyle {\hat {R}}_{z}(\alpha )\psi (x,y,z)=\psi (x\cos \alpha +y\sin \alpha ,-x\sin \alpha +y\cos \alpha ,z)}
Considerando invece una rotazione infinitesima, per esempio lungo l'asse {\displaystyle z}:
{\displaystyle {\hat {R}}_{z}(\varepsilon )\psi (x,y,z)\simeq \psi (x+\varepsilon y,-\varepsilon x+y,z)\simeq \psi (x,y,z)+\varepsilon \left(y{\frac {\partial \psi }{\partial x}}-x{\frac {\partial \psi }{\partial y}}\right)}
in definitiva:
{\displaystyle {\hat {R}}_{z}(\varepsilon )\psi (x,y,z)\simeq \left({\hat {I}}-{\frac {i}{\hbar }}\varepsilon {\hat {L}}_{z}\right)\psi (x,y,z)}
Allora l'operatore di rotazione infinitesima è proprio il fattore tra parentesi che come si vede contiene la componente lungo l'asse {\displaystyle {\hat {z}}} del momento angolare, per cui l'operatore {\displaystyle {\hat {L}}_{z}} è il generatore della rotazione intorno all'asse {\displaystyle {\hat {z}}}. Poiché una rotazione finita può essere ottenuta come somma di {\displaystyle N} rotazioni infinitesime: {\displaystyle d\alpha ={\frac {\alpha }{N}}}, allora:
{\displaystyle \psi (\mathbf {r} +d\mathbf {r} )=\left({\hat {I}}+{\frac {i}{\hbar }}{\frac {\alpha }{N}}{\hat {\mathbf {L} }}\right)^{N}\psi (\mathbf {r} )}
dove abbiamo usato la notazione tridimensionale. Facciamo il limite {\displaystyle N\to \infty } di questa espressione:
{\displaystyle \psi (\mathbf {r} ')=\exp {\left(\alpha {\frac {i}{\hbar }}{\hat {\mathbf {L} }}\right)}\psi (\mathbf {r} )}
A conferma di ciò, il teorema di Noether per la Lagrangiana afferma che per ogni simmetria della Lagrangiana, in questo caso l'invarianza per rotazione rispetto ad un asse, per esempio l'asse {\displaystyle j}, vi è una quantità conservata pari a
{\displaystyle Q^{j}={\frac {\partial {\mathcal {L}}}{\partial {\dot {q}}^{i}}}\delta q^{j}}.
Tale quantità conservata genera la trasformazione responsabile della simmetria. Nel caso di una rotazione, la trasformazione è
{\displaystyle \mathbf {x} \longrightarrow \mathbf {x'} =\mathbf {x} +\delta \mathbf {x} }
e si ha che
{\displaystyle \delta \mathbf {x^{j}} ={-\varepsilon x^{k} \choose \varepsilon x^{i}}=\delta q}
perciò:
{\displaystyle Q^{j}={\frac {\partial {\mathcal {L}}}{\partial {\dot {x}}^{i}}}\delta x^{j}={\frac {\partial {\mathcal {L}}}{\partial {\dot {x}}^{i}}}{-\varepsilon x^{k} \choose \varepsilon x^{i}}=-p^{i}\varepsilon x^{k}+p^{k}\varepsilon x^{i}=\varepsilon (x^{i}p^{k}-x^{k}p^{i})=\varepsilon L^{j}\ }

## Le proprietà del momento angolare
In base alle proprietà delle rotazioni nello spazio, l'operatore di rotazione
{\displaystyle \exp {\left(\alpha {\frac {i}{\hbar }}{\hat {\mathbf {L} }}\right)}}
deve avere la proprietà di riprodurre la stessa rotazione per rotazioni identitarie, cioè {\displaystyle \alpha \to 0}:
{\displaystyle \lim _{\alpha \to 0}\exp {\left(\alpha {\frac {i}{\hbar }}{\hat {\mathbf {L} }}\right)}={\hat {I}}}
inoltre le rotazioni successive si devono poter comporre:
{\displaystyle \exp {\left(\alpha _{1}{\frac {i}{\hbar }}{\hat {\mathbf {L} }}\right)}\exp {\left(\alpha _{2}{\frac {i}{\hbar }}{\hat {\mathbf {L} }}\right)}=\exp {\left[(\alpha _{1}+\alpha _{2}){\frac {i}{\hbar }}{\hat {\mathbf {L} }}\right]}}
Inoltre applicando una rotazione diretta e una inversa dello stesso angolo si deve ritornare allo stato iniziale:
{\displaystyle \exp {\left(\alpha _{1}{\frac {i}{\hbar }}{\hat {\mathbf {L} }}\right)}\exp {\left(-\alpha _{1}{\frac {i}{\hbar }}{\hat {\mathbf {L} }}\right)}={\hat {I}}}

### Proprietà di commutazione
Il commutatore tra due componenti del momento angolare è il seguente:
{\displaystyle {\begin{aligned}\left[{\hat {L}}_{x},{\hat {L}}_{y}\right]&=[{\hat {y}}{\hat {p}}_{z}-{\hat {z}}{\hat {p}}_{y},{\hat {z}}{\hat {p}}_{x}-{\hat {x}}{\hat {p}}_{z}]\\&=[{\hat {y}}{\hat {p}}_{z},{\hat {z}}{\hat {p}}_{x}]-{\hat {z}}[{\hat {p}}_{y},{\hat {p}}_{x}]-[{\hat {y}},{\hat {x}}]{\hat {p}}_{z}+[{\hat {z}}{\hat {p}}_{y},{\hat {x}}{\hat {p}}_{z}]\\&={\hat {y}}[{\hat {p}}_{z},{\hat {z}}{\hat {p}}_{x}]+[{\hat {y}},{\hat {z}}{\hat {p}}_{x}]{\hat {p}}_{z}+{\hat {z}}[{\hat {p}}_{y},{\hat {x}}{\hat {p}}_{z}]+[{\hat {z}},{\hat {x}}{\hat {p}}_{z}]{\hat {p}}_{y}\\&={\hat {y}}{\hat {z}}[{\hat {p}}_{z},{\hat {p}}_{x}]+{\hat {y}}[{\hat {p}}_{z},{\hat {z}}]{\hat {p}}_{x}+{\hat {z}}[{\hat {y}},{\hat {p}}_{x}]{\hat {p}}_{z}+[{\hat {y}},{\hat {z}}]{\hat {p}}_{x}{\hat {p}}_{z}+{\hat {z}}{\hat {x}}[{\hat {p}}_{y},{\hat {p}}_{z}]+{\hat {z}}[{\hat {p}}_{y},{\hat {x}}]{\hat {p}}_{z}+{\hat {x}}[{\hat {z}},{\hat {p}}_{z}]{\hat {p}}_{y}+[{\hat {z}},{\hat {x}}]{\hat {p}}_{z}{\hat {p}}_{y}\\&={\hat {y}}[{\hat {p}}_{z},{\hat {z}}]{\hat {p}}_{x}+{\hat {x}}[{\hat {z}},{\hat {p}}_{z}]{\hat {p}}_{y}\\&=i\hbar ({\hat {x}}{\hat {p}}_{y}-{\hat {y}}{\hat {p}}_{x})=i\hbar L_{z}\\\end{aligned}}}
dove i commutatori fra le componenti di {\displaystyle {\hat {r}}} e {\displaystyle {\hat {p}}} risultano tutti nulli, eccetto nel caso {\displaystyle [{\hat {j}},{\hat {p}}_{j}]=i\hbar } con {\displaystyle j=x,y,z}.
Per analogia si trovano gli altri, ricapitolando:
{\displaystyle [{\hat {L}}_{x},{\hat {L}}_{y}]=i\hbar {\hat {L}}_{z}}
{\displaystyle [{\hat {L}}_{y},{\hat {L}}_{z}]=i\hbar {\hat {L}}_{x}}
{\displaystyle [{\hat {L}}_{z},{\hat {L}}_{x}]=i\hbar {\hat {L}}_{y}}
Si può costruire l'operatore {\displaystyle {\hat {\mathbf {L} }}^{2}}, cioè l'operatore:
{\displaystyle {\begin{aligned}{\hat {\mathbf {L} }}^{2}&=({\hat {\mathbf {r} }}\times {\hat {\mathbf {p} }})^{2}=[({\hat {\mathbf {r} }}\times {\hat {\mathbf {p} }})_{x}]^{2}+[({\hat {\mathbf {r} }}\times {\hat {\mathbf {p} }})_{y}]^{2}+[({\hat {\mathbf {r} }}\times {\hat {\mathbf {p} }})_{z}]^{2}\\&={\hat {L}}_{x}^{2}+{\hat {L}}_{y}^{2}+{\hat {L}}_{z}^{2}\end{aligned}}}
Tale operatore commuta con le componenti del momento angolare, infatti:
{\displaystyle {\begin{aligned}\left[{\hat {L}}_{z},{\hat {\mathbf {L} }}^{2}\right]&=[{\hat {L}}_{z},{\hat {L}}_{x}^{2}+{\hat {L}}_{y}^{2}+{\hat {L}}_{z}^{2}]\\&=[{\hat {L}}_{z},{\hat {L}}_{x}^{2}]+[{\hat {L}}_{z},{\hat {L}}_{y}^{2}]+[{\hat {L}}_{z},{\hat {L}}_{z}^{2}]\\&={\hat {L}}_{x}[{\hat {L}}_{z},{\hat {L}}_{x}]+[{\hat {L}}_{z},{\hat {L}}_{x}]{\hat {L}}_{x}+{\hat {L}}_{y}[{\hat {L}}_{z},{\hat {L}}_{y}]+[{\hat {L}}_{z},{\hat {L}}_{y}]{\hat {L}}_{y}\\&=i\hbar {\hat {L}}_{x}{\hat {L}}_{y}+i\hbar {\hat {L}}_{y}{\hat {L}}_{x}-i\hbar {\hat {L}}_{y}{\hat {L}}_{x}-i\hbar {\hat {L}}_{x}{\hat {L}}_{y}\\&=0\end{aligned}}}
e analogamente:
{\displaystyle [{\hat {L}}_{x},{\hat {\mathbf {L} }}^{2}]=0}
{\displaystyle [{\hat {L}}_{y},{\hat {\mathbf {L} }}^{2}]=0}
cioè le componenti del momento angolare commutano con l'operatore {\displaystyle {\hat {\mathbf {L} }}^{2}}.
Vediamo come si comportano i momenti angolari con gli operatori di posizione e impulso.
{\displaystyle [{\hat {L}}_{x},{\hat {x}}]=[{\hat {y}}{\hat {p}}_{z}-{\hat {z}}{\hat {p}}_{y},{\hat {x}}]=[{\hat {y}}{\hat {p}}_{z},{\hat {x}}]-[{\hat {z}}{\hat {p}}_{y},{\hat {x}}]={\hat {y}}[{\hat {p}}_{z},{\hat {x}}]-[{\hat {z}},{\hat {x}}]{\hat {p}}_{y}-{\hat {z}}[{\hat {p}}_{y},{\hat {x}}]+[{\hat {z}},{\hat {x}}]{\hat {p}}_{y}=0}
{\displaystyle [{\hat {L}}_{x},{\hat {y}}]=[{\hat {y}}{\hat {p}}_{z}-{\hat {z}}{\hat {p}}_{y},{\hat {y}}]=[{\hat {y}}{\hat {p}}_{z},{\hat {y}}]-[{\hat {z}}{\hat {p}}_{y},{\hat {y}}]={\hat {y}}[{\hat {p}}_{z},{\hat {y}}]-[{\hat {z}},{\hat {y}}]{\hat {p}}_{y}-{\hat {z}}[{\hat {p}}_{y},{\hat {y}}]+[{\hat {z}},{\hat {y}}]{\hat {p}}_{y}=-{\hat {z}}[{\hat {p}}_{y},{\hat {y}}]=i\hbar {\hat {z}}}
{\displaystyle [{\hat {L}}_{x},{\hat {z}}]=[{\hat {y}}{\hat {p}}_{z}-{\hat {z}}{\hat {p}}_{y},{\hat {z}}]=[{\hat {y}}{\hat {p}}_{z},{\hat {z}}]-[{\hat {z}}{\hat {p}}_{y},{\hat {z}}]={\hat {y}}[{\hat {p}}_{z},{\hat {z}}]-[{\hat {z}},{\hat {z}}]{\hat {p}}_{y}-{\hat {z}}[{\hat {p}}_{y},{\hat {z}}]+[{\hat {z}},{\hat {z}}]{\hat {p}}_{y}={\hat {y}}[{\hat {p}}_{z},{\hat {z}}]=-i\hbar {\hat {y}}}
Allo stesso modo {\displaystyle {\hat {L}}_{y}} e {\displaystyle {\hat {L}}_{z}}, in generale si ha che la componente del momento angolare su un asse commuta soltanto con la coordinata di quell'asse, in forma compatta:
{\displaystyle [{\hat {L}}_{i},{\hat {x}}_{j}]=i\hbar \varepsilon _{ijk}{\hat {x}}_{k}}
dove {\displaystyle {\hat {x}}_{j}=({\hat {x}},{\hat {y}},{\hat {z}})} e {\displaystyle \varepsilon _{ijk}} è il simbolo di Levi-Civita, che è uguale a {\displaystyle +1} per permutazioni pari degli indici, {\displaystyle -1} per permutazioni dispari e {\displaystyle 0} se due indici sono uguali.
Per quanto riguarda le commutazioni con i momenti vale esattamente la stessa cosa:
{\displaystyle [{\hat {L}}_{i},{\hat {p}}_{j}]=i\hbar \varepsilon _{ijk}{\hat {p}}_{k}}

## Spettro del momento angolare
Le componenti del momento angolare non commutano tra loro, ma tutti singolarmente commutano con l'operatore momento angolare al quadrato. Possiamo scegliere una sola componente, per semplicità {\displaystyle {\hat {L}}_{z}}. Le equazioni agli autovalori sono:
{\displaystyle {\hat {\mathbf {L} }}^{2}|l\rangle =a|l\rangle }
{\displaystyle {\hat {L}}_{z}|m\rangle =b|m\rangle }
dal momento che {\displaystyle {\hat {\mathbf {L} }}^{2}} commuta con {\displaystyle {\hat {L}}_{z}}, essi hanno una base comune di autostati, e pertanto gli autostati {\displaystyle |l\rangle } e {\displaystyle |m\rangle } coincidono, e vengono indicati con {\displaystyle |l,m\rangle }.
Bisogna trovare quali sono gli autovalori {\displaystyle l}, {\displaystyle m}, a volte indicati con {\displaystyle l}, {\displaystyle l_{z}}, oppure con ) simultanei di questi operatori:
{\displaystyle \left\{{\begin{matrix}{\hat {\mathbf {L} }}^{2}|l,m\rangle =a|l,m\rangle \\{\hat {L}}_{z}|l,m\rangle =b|l,m\rangle \end{matrix}}\right.}
Per fare questo vanno introdotti due operatori, detti operatori di scala o operatori scaletta:
{\displaystyle {\hat {L}}_{\pm }={\hat {L}}_{x}\pm i{\hat {L}}_{y}}
che sono uno il complesso coniugato dell'altro e non sono hermitiani. Questi operatori hanno le proprietà:
{\displaystyle [{\hat {L}}_{+},{\hat {L}}_{-}]=2\hbar {\hat {L}}_{z}}
{\displaystyle [{\hat {L}}_{z},{\hat {L}}_{\pm }]=\pm \hbar {\hat {L}}_{\pm }}
{\displaystyle [{\hat {\mathbf {L} }}^{2},{\hat {L}}_{\pm }]=0}
L'operatore {\displaystyle {\hat {\mathbf {L} }}^{2}} può essere espresso in termini di {\displaystyle {\hat {L}}_{z}} e operatori di scala:
{\displaystyle {\hat {\mathbf {L} }}^{2}={\hat {L}}_{+}{\hat {L}}_{-}+{\hat {L}}_{z}^{2}-\hbar {\hat {L}}_{z}={\hat {L}}_{-}{\hat {L}}_{+}+{\hat {L}}_{z}^{2}+\hbar {\hat {L}}_{z}}
Per vedere quale sia il significato di {\displaystyle {\hat {L}}_{\pm }}, vediamo come {\displaystyle {\hat {L}}_{z}} agisce sullo stato {\displaystyle {\hat {L}}_{\pm }|l,l_{z}\rangle }:
{\displaystyle {\hat {L}}_{z}\left({\hat {L}}_{\pm }|l,m\rangle \right)=\left([{\hat {L}}_{z},{\hat {L}}_{\pm }]+{\hat {L}}_{\pm }{\hat {L}}_{z}\right)|l,m\rangle =(b\pm \hbar )\left({\hat {L}}_{\pm }|l,m\rangle \right)}
cioè applicando {\displaystyle {\hat {L}}_{+}}, l'autovalore di {\displaystyle {\hat {L}}_{z}} aumenta di {\displaystyle \hbar }, viceversa applicando {\displaystyle {\hat {L}}_{-}}, l'autovalore di {\displaystyle {\hat {L}}_{z}} viene diminuito di {\displaystyle \hbar }, da cui il nome di operatori di scala. Invece:
{\displaystyle {\hat {\mathbf {L} }}^{2}\left({\hat {L}}_{\pm }|l,m\rangle \right)={\hat {L}}_{\pm }{\hat {\mathbf {L} }}^{2}|l,m\rangle =a{\hat {L}}_{\pm }|l,m\rangle }
cioè l'applicazione degli operatori {\displaystyle {\hat {L}}_{\pm }} cambiano gli autovalori di {\displaystyle {\hat {L}}_{z}}, ma non di {\displaystyle {\hat {\mathbf {L} }}^{2}}.
Per ovvi motivi di proiezione, la relazione che lega {\displaystyle {\hat {\mathbf {L} }}^{2}} ed {\displaystyle {\hat {L}}_{z}} è:
{\displaystyle \langle l,m|({\hat {\mathbf {L} }}^{2}-{\hat {L}}_{z}^{2})|l,m\rangle =\langle {\hat {\mathbf {L} }}^{2}-{\hat {L}}_{z}^{2}\rangle \geq 0}
ciò implica che gli autovalori di questi operatori devono soddisfare:
{\displaystyle -a\leq b\leq a}
cioè gli autovalori della proiezione del momento angolare non possono superare quelli di {\displaystyle {\hat {\mathbf {L} }}^{2}}: fisicamente ciò significa che {\displaystyle b} assume il suo valore massimo quando {\displaystyle {\hat {\mathbf {L} }}^{2}} coincide con la direzione dell'asse {\displaystyle z}, così la sua proiezione {\displaystyle {\hat {L}}_{z}} coincide con {\displaystyle {\hat {\mathbf {L} }}^{2}}, in tal caso {\displaystyle a=b}. Quindi l'autovalore di {\displaystyle {\hat {L}}_{z}} è limitato inferiormente e superiormente dai valori che può prendere {\displaystyle {\hat {\mathbf {L} }}^{2}}.
Siano {\displaystyle b_{min}} il valore minimo e {\displaystyle b_{max}} il valore massimo che può assumere {\displaystyle {\hat {L}}_{z}}. Applicando successivamente gli operatori di scala {\displaystyle {\hat {L}}_{+},{\hat {L}}_{-}}, si capisce che deve essere:
{\displaystyle {\hat {L}}_{+}|a,b_{max}\rangle =0}
{\displaystyle {\hat {L}}_{-}|a,b_{min}\rangle =0}
Ora applichiamo
{\displaystyle {\hat {\mathbf {L} }}^{2}|a,b_{max}\rangle =({\hat {L}}_{-}{\hat {L}}_{+}+{\hat {L}}_{z}^{2}+\hbar {\hat {L}}_{z})|a,b_{max}\rangle =(b_{max}^{2}\hbar ^{2}+b_{max}\hbar ^{2})|a,b_{max}\rangle }
cioè:
{\displaystyle a=(b_{max}^{2}+b_{max})\hbar ^{2}=\hbar ^{2}b_{max}(b_{max}+1)}
Quindi l'autovalore di {\displaystyle {\hat {\mathbf {L} }}^{2}} è {\displaystyle \hbar ^{2}a(a+1)}, dove a deve essere intero o semintero. Ora per quanto detto:
{\displaystyle -a\leq b\leq a}
e anche qui {\displaystyle b} deve essere intero o semintero, perché tutti i valori di {\displaystyle b} sono distanti {\displaystyle \hbar } uno dall'altro (ricordiamo che le grandezze quantistiche si misurano in unità di {\displaystyle \hbar }), dove se {\displaystyle k} è un intero, fissato {\displaystyle a}, vi sono {\displaystyle (2k+1)} valori di {\displaystyle b}, cioè {\displaystyle b=\{-a,-a+1,\dots ,a\}} per cui se {\displaystyle a} è intero lo è anche {\displaystyle b} e se {\displaystyle a} è semintero, lo è anche {\displaystyle b}. Si può dimostrare che gli autovalori {\displaystyle a} sono interi e quindi anche {\displaystyle b} sono interi: con questa scelta otteniamo infine le equazioni agli autovalori di {\displaystyle {\hat {\mathbf {L} }}^{2}} e {\displaystyle {\hat {L}}_{z}}:
{\displaystyle {\hat {\mathbf {L} }}^{2}|l,m\rangle =\hbar ^{2}l(l+1)|l,m\rangle }
{\displaystyle {\hat {L}}_{z}|l,m\rangle =m\hbar |l,m\rangle }
dove {\displaystyle l=0,1,\dots } è il numero quantico orbitale ed {\displaystyle m=\{-l,-l+1,\dots ,l\}} è il numero quantico magnetico.

## Autofunzioni del momento angolare
Il momento angolare si introduce quando si affrontano problemi a simmetria sferica mediante l'uso delle coordinate sferiche. Non potendo diagonalizzare le tre componenti, si diagonalizzano simultaneamente (dato che commutano) il suo modulo quadro e la sua componente lungo {\displaystyle z}. La sua rappresentazione spaziale è:
{\displaystyle L^{2}=-{\frac {\hbar ^{2}}{\sin \theta }}{\frac {\partial }{\partial \theta }}\left(\sin \theta {\frac {\partial }{\partial \theta }}\right)-{\frac {\hbar ^{2}}{\sin ^{2}\theta }}{\frac {\partial ^{2}}{\partial \phi ^{2}}}}
Mentre quella lungo {\displaystyle z} è:
{\displaystyle L_{z}={\frac {\hbar }{i}}{\frac {\partial }{\partial \phi }}}
Le autofunzioni simultanee degli operatori momento angolare totale {\displaystyle L^{2}} e della sua componente lungo {\displaystyle z} sono dette armoniche sferiche, le cui equazioni agli autovalori sono:
{\displaystyle L^{2}|l,m\rangle ={\hbar }^{2}l(l+1)|l,m\rangle }
{\displaystyle L_{z}|l,m\rangle =\hbar m|l,m\rangle }
le armoniche sferiche sono pertanto
{\displaystyle \langle \theta ,\phi |l,m\rangle =Y_{l,m}(\theta ,\phi )}